# Rožňavské Bystré
Rožňavské Bystré (Hongaars: Sebespatak) is een Slowaakse gemeente in de regio Košice, en maakt deel uit van het district Rožňava.
Rožňavské Bystré telt 563 inwoners.